# Verbena venturii
Verbena venturii — вид рослин родини Вербенові (Verbenaceae), поширений на півночі Аргентини й у Болівії.

## Опис
Повзуча трава з висхідними стеблами висотою 30–50 см; гілки жорстко волосисті, залозисті; міжвузля довжиною 1.5–4 мм. Листки з черешками довжиною 0.3–1.5 мм, листові пластини 3–4.5 x 2–3.5 мм, лопатеві чи трисекційні, рідко цілісні, верхівка гостра, поверхні залозисті. Квіткові приквітки довжиною 3.5–5.5 мм, вузько-яйцеподібні, вершини гострі, поля війчасті, поверхні жорстко волосисті й залозисті. Чашечка довжиною 6–7 мм, поверхні жорстко волосисті й залозисті, трикутні зубці довжиною 0.5 мм. Віночок довжиною 13–15 мм, фіолетовий або бузковий, зовні запушений.

## Поширення
Поширений на півночі Аргентини й у Болівії.